# Giải BAFTA cho đạo diễn, biên kịch hoặc nhà sản xuất đầu tay người Anh xuất sắc
Danh sách những người giành Giải BAFTA cho Đạo diễn, Biên kịch, Nhà sản xuất đầu tay người Anh nổi bật.

## Giải Carl Foreman cho thành tựu đặc biệt của biên kịch, đạo diẽn hoặc nhà sản xuất phim người Anh trong sản phẩm phim chiếu rạp đầu tiên
- 1998 - Love and Death on Long Island - Richard Kwietniowski
  - The Governess – Sandra Goldbacher
  - Twenty Four Seven – Shane Meadows
  - Lock Stock & Two Smoking Barrels – Matthew Vaughn
- 1999 - Ratcatcher -  Lynne Ramsay
  - East Is East – Ayub Khan-Din
  - Human Traffic – Justin Kerrigan
  - Waking Ned – Kirk Jones
- 2000 - Last Resort - Pawel Pawlikowski
  - Billy Elliot – Stephen Daldry
  - Billy Elliot – Lee Hall
  - Saving Grace – Mark Crowdy
  - Some Voices – Simon Cellan Jones
- 2001 - Jump Tomorrow - Joel Hopkins Nicola Usborne
  - Gosford Park – Julian Fellowes
  - Late Night Shopping – Jack Lothian
  - The Parole Officer – Steve Coogan Henry Normal
  - South West 9 – Richard Parry
  - Strictly Sinatra – Ruth Kenley-Letts
- 2002 - The Warrior - Asif Kapadia
  - AKA – Duncan Roy
  - Christie Malry's Own Double-Entry – Simon Bent
  - Lost in La Mancha – Lucy Darwin
- 2003 - Kiss of Life - Emily Young
  - American Cousins – Sergio Casci
  - Girl with a Pearl Earring – Peter Webber
  - To Kill a King – Jenny Mayhew
- 2004 - A Way of Life - Amma Asante
  - AfterLife – Andrea Gibb
  - Dear Frankie – Shona Auerbach
  - Layer Cake – Matthew Vaughn
  - Shaun of the Dead – Nira Park
- 2005 - Pride & Prejudice - Joe Wright
  - Everything – Richard Hawkins
  - Festival – Annie Griffin
  - Shooting Dogs – David Belton
  - Tsotsi – Peter Fudakowski
- 2006 - Red Road - Andrea Arnold
  - Black Sun – Gary Tarn
  - Pierrepoint – Christine Langan
  - London to Brighton – Paul Andrew Williams
  - Rollin' with the Nines – Julian Gilbey

## Đạo diễn, Biên kịch, Nhà sản xuất đầu tay người Anh nổi bật
- 2009 - Moon - Duncan Jones (biên kịch/đạo diễn)
  - Mugabe and the White African – Lucy Bailey (đạo diễn); Andrew Thompson (đạo diễn); Elizabeth Morgan Hemlock (nhà sản xuất); David Pearson (nhà sản xuất)
  - Shifty – Eran Creevy (biên kịch/đạo diễn)
  - Exam – Stuart Hazeldine (biên kịch/đạo diễn/nhà sản xuất)
  - Nowhere Boy – Sam Taylor-Wood (đạo diễn)
- 2010 - Four Lions - Chris Morris (biên kịch/đạo diễn)
  - The Arbor – Clio Barnard (đạo diễn); Tracy O’Riordan (nhà sản xuất)
  - Exit Through the Gift Shop – Banksy (đạo diễn); Jaimie D’Cruz (nhà sản xuất)
  - Monsters – Gareth Edwards (biên kịch/đạo diễn)
  - Skeletons – Nick Whitfield (biên kịch/đạo diễn)
- 2011 - Tyrannosaur - Paddy Considine (đạo diễn); Diarmid Scrimshaw (nhà sản xuất)
  - Attack the Block – Joe Cornish (đạo diễn)
  - Black Pond – Tom Kingsley (đạo diễn); Will Sharpe (đạo diễn); Sarah Brocklehurst (nhà sản xuất)
  - Coriolanus – Ralph Fiennes (đạo diễn)
  - Submarine – Richard Ayoade (đạo diễn)
- 2012 - The Imposter - Bart Layton (đạo diễn); Dimitri Doganis (nhà sản xuất)
  - McCullin - David Morris (đạo diễn); Jacqui Morris (đạo diễn/nhà sản xuất)
  - Wild Bill - Dexter Fletcher (biên kịch/đạo diễn); Danny King (biên kịch)
  - The Muppets - James Bobin (đạo diễn)
  - I Am Nasrine - Tina Gharavi (biên kịch/đạo diễn)
- 2013 - Kelly + Victor - Kieran Evans (đạo diễn/biên kịch)
  - Good Vibrations - Colin Carberry (biên kịch) & Glenn Patterson (biên kịch)
  - Shell - Scott Graham (đạo diễn/biên kịch)
  - Saving Mr. Banks - Kelly Marcel (biên kịch)
  - For Those in Peril - Paul Wright (đạo diễn/biên kịch) & Polly Stokes (nhà sản xuất)
- 2014 - Pride - Stephen Beresford (biên kịch); David Livingstone (nhà sản xuất)
  - '71 - Gregory Burke (biên kịch) and Yann Demange (đạo diễn)
  - Northern Soul - Elaine Constantine (đạo diễn/biên kịch)
  - Kajaki - Paul Katis (đạo diễn/nhà sản xuất) and Andrew de Lotbiniere (nhà sản xuất)
  - Lilting - Hong Khaou (đạo diễn/biên kịch)